# Partito Conservatore del Canada
Il Partito Conservatore del Canada (in inglese: Conservative Party of Canada - CPC; in francese: Parti Conservateur du Canada - PCC) è un partito politico canadese di centro-destra e destra, nato nel 2003 dalla fusione tra due distinti soggetti politici: il Partito Conservatore Progressista del Canada (Progressive Conservative Party of Canada) e l'Alleanza Canadese (Canadian Alliance).

## Storia

### Il lento processo unitario, dal 1993 al 2003
Nel 1993 venne fondato Uniamo la Destra, un movimento politico conservatore che aveva lo scopo di riunire i due principali partiti conservatori, il Partito Conservatore Progressista del Canada (PC) ed il Partito Riformista (Reform Party), dopo Alleanza Canadese (Canadian Alliance, CA). 
Alle elezioni politiche dello stesso anno, infatti, i riformatori ottennero ben 53 seggi a tutto discapito del PC, all'epoca al governo, che ne ottenne solo due al termine di una campagna elettorale disastrosa, non riuscendo nemmeno ad eleggere in parlamento il primo ministro uscente Kim Campbell. I riformatori, infatti, avevano raccolto il malcontento dei conservatori del Canada occidentale che ritennero i nove anni di governo conservatore progressista di Brian Mulroney, dal 1984 al 1993, quando si dimise per far posto alla Campbell, troppo sbilanciati verso le esigenze del Quebec, provincia a maggioranza francofona.
I conservatori occidentali accusavano, infatti, il governo di essere poco liberale in materia economica e poco attivo nelle politiche di prevenzione dell'aborto. Nelle elezioni del 1997 i riformatori ottennero 60 seggi, tutti nelle province occidentali, ed il PC 20 seggi, tutti in quelle orientali. Anche a causa delle divisioni tra i conservatori i liberali poterono governare il Canada ininterrottamente dal 1993 al 2004. Decisivo per le vittorie liberali in questo decennio fu l'Ontario, provincia governata dai Conservatori Progressisti dell'Ontario (i cosiddetti Red Tories, conservatori "rossi" con idee moderate in ambito sociale), ma nelle elezioni legislative, a causa del sistema maggioritario e delle divisioni tra Red Tories e i "conservatori sociali" Blue Tories, attribuiva quasi tutti i suoi 103 seggi al PLC. Nel 1998, a Toronto, vi fu una conferenza di Uniamo la Destra, voluta soprattutto dal socio-conservatore riformista Craig Chandler, che non vide una consistente partecipazione di deputati del Partito Riformista e del PC, ma che vide la presenza di esponenti di piccoli partiti conosciuti per le loro posizioni particolarmente conservatrici a livello sociale come il Partito dell'Eredità Cristiana o del Partito della Coalizione delle Famiglie dell'Ontario. Tali presenze provocò il malessere di molti elettori "conservatori", soprattutto i più moderati, ed il conseguente raffreddamento del progetto unificatore.

### Dopo il 2000
Nel 2000 il Partito Riformista si trasformò nell'Alleanza Riformista Conservatrice Canadese, comunemente detta Alleanza Canadese. Il Partito Riformista, però, negli ultimi sette anni si era caratterizzato come un partito populista più che come un partito conservatore, tanto che una parte del partito non condivise la scelta "conservatrice" intrapresa nel 2000. La CA era, infatti, vista da molti come l'incontro tra Riformisti e Blue Tories, che non gradivano la guida del PC nelle mani dei Red Tories, la componente più moderata del partito. 
Alle elezioni del 2000, nonostante l'incremento di 6 seggi il risultato dell'Alleanza Canadese fu ritenuto ben inferiore alle aspettative, mentre il PC pur perdendo ben 8 seggi riuscì a non essere egemonizzato dall'AC. Ciò provocò una frattura nell'AC e la nascita dei Democratic Representative Caucus (DRC) che, accusando la CA di avere una guida troppo verticistica, avevano lo scopo di dar vita al Partito Riformista Democratico. Nella Camera dei Comuni vi furono, quindi, ben tre gruppi conservatori: PC, CA e DRC. Le continue divisioni spinsero, però, l'elettorato ed i militanti conservatori a chiedere maggiore unità tra le formazioni di destra.
L'elezione nel 2002 di Stephen Harper alla guida dell'Alleanza Canadese e di Peter MacKay, nel 2003, alla guida dei Conservatori Progressisti favorì il ritorno ad una fattiva collaborazione tra le varie anime conservatrici. Nell'ottobre del 2003 fu sottoscritta una comune carta dei principi e, nel dicembre dello stesso anno, gli iscritti dell'Alleanza Canadese ed i delegati del PC avallarono la decisione di dar vita ad un unico partito, il Partito Conservatore del Canada.
Nel marzo del 2004 Harper fu eletto leader del partito e MacKay capogruppo alla Camera.

### Primi anni e governo
Alle elezioni del 2004 il CPC ottenne 99 seggi e il 29,6% dei voti, perdendo in termini di voti, ma conquistando ben 12 seggi in più, e acquisì il ruolo di opposizione ufficiale al governo liberale. 
Alle elezioni del 2006 il Partito Conservatore ottenne, invece, il 36,3% dei voti e 124 seggi, riuscendo, così, ad eleggere Harper primo ministro e sottraendo il governo ai liberali dopo 13 anni, sia pure con un governo di minoranza. Per garantirsi una operatività di governo, Harper ottenne l'appoggio di parte dei deputati del Blocco del Québec, grazie a un discorso ufficiale in cui riconosceva la specifica identità nazionale della popolazione del Québec, sia pure in un Canada unito. Alle politiche dell'ottobre 2008 il CPC ha ottenuto il 37,6% dei voti e 143 seggi su 307, confermandosi primo partito del paese, ma ancora una volta senza ottenere la maggioranza assoluta dei seggi. L'unico altro partito ad incrementare seggi è stato il Nuovo Partito Democratico, socialdemocratico, che guadagnò 6 seggi. Il CPC si trovò nell'impossibilità di dar vita a governi stabili. Il Governo Harper è riuscito a far superare al Canada la crisi economica iniziata nel 2007 meglio di altri Paesi occidentali, ma nella primavera del 2011 un conflitto aperto con il Parlamento sulla legge di bilancio ha portato a una mozione di sfiducia presentata dal leader liberale Michael Ignatieff, votata dalla maggioranza dei deputati. Alle conseguenti elezioni del maggio 2011 il CPC ha ottenuto il 39,6% (+2%) ed ha ottenuto, grazie al sistema maggioritario uninominale ad un turno, ben 167 seggi, pari al 54,2%, riportando, così, Harper alla guida del governo, per la prima volta con una maggioranza stabile. Alle successive elezioni nazionali del 19 ottobre 2015 il CPC, guidato ancora una volta da Harper, perse nettamente contro il Partito liberale di Justin Trudeau, tornando all'opposizione dopo quasi un decennio al potere. Harper ha rassegnato le dimissioni da leader del partito, dopo 12 anni e mezzo di leadership e 5 elezioni nazionali, delle quali 3 vinte (nel 2006, 2008, 2011) e 2 perse (2004, 2015). 

### Opposizione
Dopo la reggenza ad interim di Rona Ambrose, il 27 maggio 2017 è stato eletto leader Andrew Scheer, politico eletto nel Saskatchewan che nella precedente legislatura era stato il più giovane presidente della Camera nella storia del Canada.
L'esito delle primarie, vinte da Scheer al tredicesimo turno con un margine molto ristretto (50,9%) ha portato a una scissione dei conservatori nel Partito Popolare del Canada.
Scheer ha guidato i conservatori alle elezioni del 2019, in cui il partito ha guadagnato seggi e consensi, ma è rimasto all'opposizione. Il Partito Liberale è rimasto primo, pur ridotto a un governo di minoranza. Scheer si è poi dimesso dalla carica di leader.
A Scheer è succeduto Erin O'Toole, che nelle elezioni anticipate del 2021 ha vinto lo stesso numero di seggi del 2019. Nel febbraio del 2022 O'Toole è stato estromesso dalla guida dei conservatori con un voto dei parlamentari del partito. In seguito a un'elezione interna nell'ottobre del 2022 è stato scelto il parlamentare Pierre Poilievre come leader. Poilievre proviene dall'ala destra del partito.
Dal 2023 il Partito Conservatore ha iniziato a guadagnare consensi nei sondaggi, principalmente a causa della progressiva erosione della popolarità dell'esecutivo di Justin Trudeau. I consensi sono culminati all'inizio del 2025, periodo durante il quale il partito aveva un vantaggio di oltre 20 punti percentuali rispetto all'uscente Partito Liberale.
Il vantaggio si è però consumato nei primi mesi del 2025 a causa di tre rapidi cambiamenti: le dimissioni del Primo ministro uscente Justin Trudeau, l'inizio della seconda presidenza di Donald Trump e la nomina a capo di governo dell'economista Mark Carney. A seguito di questi cambiamenti i sondaggi hanno visto un marcato effetto di rimbalzo dei liberali, con qualche punto percenetuale proveniente dai conservatori ma principalmente dovuto al crollo del Nuovo Partito Democratico e di partiti minori.
In tale contesto i conservatori si sono presentati alle elezioni anticipate del 2025, che hanno confermato il governo di minoranza liberale dell'uscente Mark Carney. Nonostante la mancata vittoria prevista dai sondaggi dei mesi precedenti, il partito ha registrato un sensibile aumento di voti e seggi, in un'elezione spiccatamente bipartitica in cui i due principali partiti hanno assorbito molte più preferenze della media a discapito delle altre formazioni.
La dualità del risultato, in quanto aumento sensibile ma non ai livelli previsti durante il governo Trudeau, ha acceso dibattiti all'interno del partito riguardo la leadership di Poilievre e la direzione del Partito Conservatore. Tali discussioni sono state accentuate dalla sconfitta del capopartito nel proprio seggio, e la sua conseguente perdita del ruolo di opposizione ufficiale. La perdita del seggio è stata oggetto di particolari attenzioni mediatiche, in quanto Poilievre aveva rappresentato la circoscrizione ininterrottamente dal 2004 all'elezione del 2025. L'ex-leader Andrew Scheer è stato scelto come capo dell'opposizione provvisorio.
Poilievre ha poi confermato l'intenzione di rimanere alla guida dei conservatori. Un altro parlamentare del partito, eletto in una circoscrizione dall'elettorato fortemente conservatore, si è ritirato per far scattare un'elezione suppletiva e quindi far tornare Poilievre in parlamento.

## Ideologia
Le divisioni interne tra Blue e Red Tories, sebbene oggi contestate, e le diverse origini "partitiche" e territoriali rendono talvolta complessa una definizione ideologica unitaria.
I conservatori si caratterizzano comunque per la tutela e per la valorizzazione della storia e dell'identità canadese, nonché per una politica di riduzione e semplificazione delle tasse, combinata ad un minor peso del governo federale; sulla sicurezza prevalgono posizioni law and order, di aumento delle spese militari, di polizia, e di opposizione all'immigrazione clandestina.
Altre opinioni riguardano la contrarietà alla legalizzazione delle droghe leggere e la necessità di rivedere la legge sui matrimoni omosessuali, considerata eccessivamente permissiva.

### Politica estera

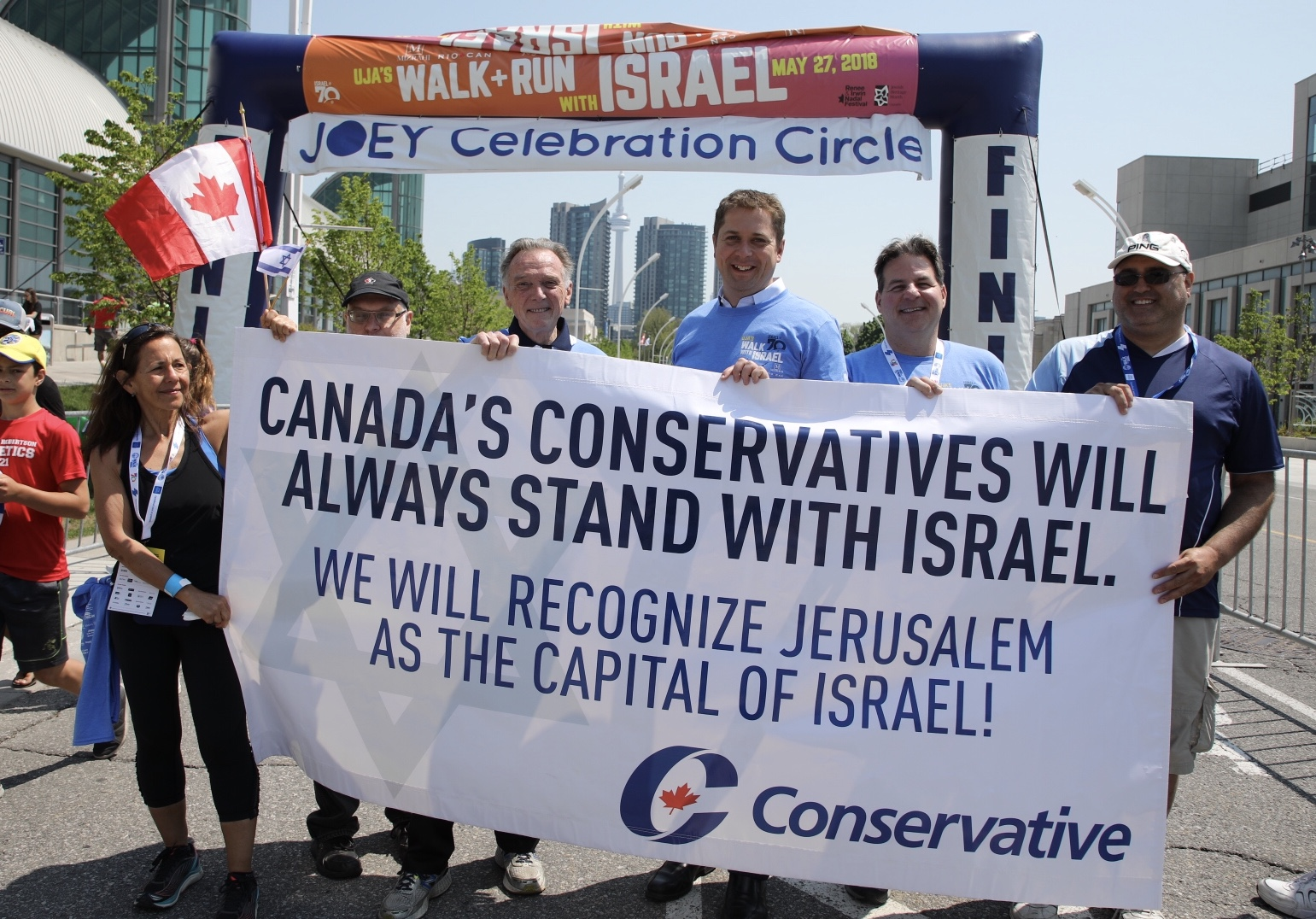
Il capopartito e alcuni parlamentari conservatori ad una manifestazione a sostegno di Israele e il riconoscimento di Gerusalemme come capitale

In politica estera il partito sostiene un ruolo più assertivo e interventista nel teatro internazionale. Sostiene il rafforzamento dei rapporti commerciali e politici con gli Stati Uniti d'America, la riduzione del 25 per cento l'assistenza allo sviluppo del Canada ai paesi maggiormente poveri e la sospensione del contributo all'Agenzia delle Nazioni Unite per il soccorso e i lavori, che fornisce assistenza ai rifugiati palestinesi, una rinvigorita appartenenza alla NATO, il "rafforzamento dei legami con paesi con visioni simili" come il Giappone, l'India e Israele, rispetto al quale si chiede lo spostamento dell'ambasciata Tel Aviv a Gerusalemme. Sul conflitto israelo-palestinese i conservatori sono strenui sostenitori e difensori di Israele, e sono contrari al riconoscimento dello Stato di Palestina.
Al contrario, vedono diversi paesi, tra cui la Russia, la Corea del Nord e l'Iran, come "antagonisti e addirittura ostili agli interessi e ai valori canadesi".

## Risultati elettorali
| Elezioni      | Voti      | Seggi     | Posizione   |
| ------------- | --------- | --------- | ----------- |
| Federali 2004 | 4 019 498 | 99 / 308  | Opposizione |
| Federali 2006 | 5 374 071 | 124 / 308 | Maggioranza |
| Federali 2008 | 5 208 796 | 143 / 308 | Maggioranza |
| Federali 2011 | 5 832 401 | 166 / 308 | Maggioranza |
| Federali 2015 | 5 613 614 | 99 / 338  | Opposizione |
| Federali 2019 | 6 239 227 | 121 / 338 | Opposizione |
| Federali 2021 | 5 742 605 | 119 / 338 | Opposizione |
| Federali 2025 | 8 113 550 | 143 / 343 | Opposizione |

## Leader
- John Lynch-Staunton (2003-2004; ad interim)
- Stephen Harper (2004-2015)
- Rona Ambrose (2015-2017; ad interim)
- Andrew Scheer (2017-2020)
- Erin O'Toole (2020-2022)
- Candice Bergen (2022; ad interim)
- Pierre Poilievre (dal 2022)